# Peterheinrich Kirchhoff
Peterheinrich Kirchhoff (* 6. Juni 1886 in Pasel bei Plettenberg; † 16. Juni 1973 in Werdohl) war ein deutscher Unternehmer und Politiker (CDU).

## Leben und Beruf
Kirchhoff besuchte das Konservatorium, trat 1906 in den Staatsdienst ein und war bis 1914 als Musiklehrer und Chorleiter tätig. Er nahm von 1914 bis 1918 als Soldat am Ersten Weltkrieg teil, diente als Leutnant bei der Artillerie und wurde mit den Eisernen Kreuzen I. und II. Klasse ausgezeichnet. Nach dem Kriegsende trat er in die Firmen Rötelmann & Co., Werdohl (Armaturenfabrik), Gebr. Rötelmann, Werdohl (Handelsunternehmen) und Rötelmann & Asbeck, Gevelsberg ein. In der Folgezeit stieg er zum selbständigen Unternehmer und Fabrikanten auf. Des Weiteren war er Mitglied des erweiterten Vorstandes des Vereins deutscher Maschinenbauanstalten.
Kirchhoff gehörte 1963 zu den Gründern des „Lennetaler Jugend- und Volksmusikwerkes e.V.“, der heutigen Musikschule Lennetal. Dem Trägerverein stand er seit der Gründung bis 1969 vor.
Kirchhoff war ein Freund des in Plettenberg lebenden Staatsrechtlers Carl Schmitt.

## Politik
Kirchhoff war nach dem Zweiten Weltkrieg Mitbegründer der CDU im Landkreis Altena und wurde 1946 zum Kreisvorsitzenden der CDU Altena-Lüdenscheid gewählt. Er war seit 1945 Stadtverordneter in Werdohl und Vorsitzender des dortigen Kulturausschusses. Von Mai 1949 bis Oktober 1950 amtierte er als Bürgermeister der Stadt Werdohl. Darüber hinaus war er Mitglied des Kreistages Altena und fungierte dort als stellvertretender Landrat. Dem Deutschen Bundestag gehörte Kirchhoff von 1953 bis 1961 als direkt gewählter Abgeordneter des Wahlkreises Altena – Lüdenscheid an.